# Anchoa trinitatis
Anchoa trinitatis är en fiskart som först beskrevs av Fowler, 1915.  Anchoa trinitatis ingår i släktet Anchoa och familjen Engraulidae. Inga underarter finns listade i Catalogue of Life.
Arten förekommer i grunda vatten i södra Karibiska havet norr om Venezuela och kring Trinidad och Tobago. Fram till 2017 var den bara känd från upp till 2 meter djupa havszoner men den finns troligen i djupare vatten. Vanligast är Anchoa trinitatis i mangrove och laguner.
Arten bildar ibland fiskstim. Beståndets utveckling är inte känd. IUCN listar arten med kunskapsbrist (DD).